# كلارا بيرد بيكر
كلارا بيرد بيكر (بالإنجليزية: Clara Byrd Baker)‏ هي مُدرسة وسفرجات أمريكية، ولدت في 22 يونيو 1886، وتوفيت في 20 أكتوبر 1979.